# 东方危机
东方危机（英語：、塞爾維亞-克羅埃西亞語：、土耳其语：Şark Buhranı、Ramazan Kararnamesi、93 Harbi；或称近东危机）是指受近東問題影响下，1875年–1878年间主要发生在奥斯曼帝国巴尔干半岛统治区的一系列叛乱、起义、冲突及战争。
一系列的冲突将当时的多个大国卷入纷争之中，最终冲突各方签订了1878年柏林條約，以奥斯曼帝国损失大量领土及多个巴尔干国家的法理独立结束了东方危机，但近东问题并未得到解决。

## 背景

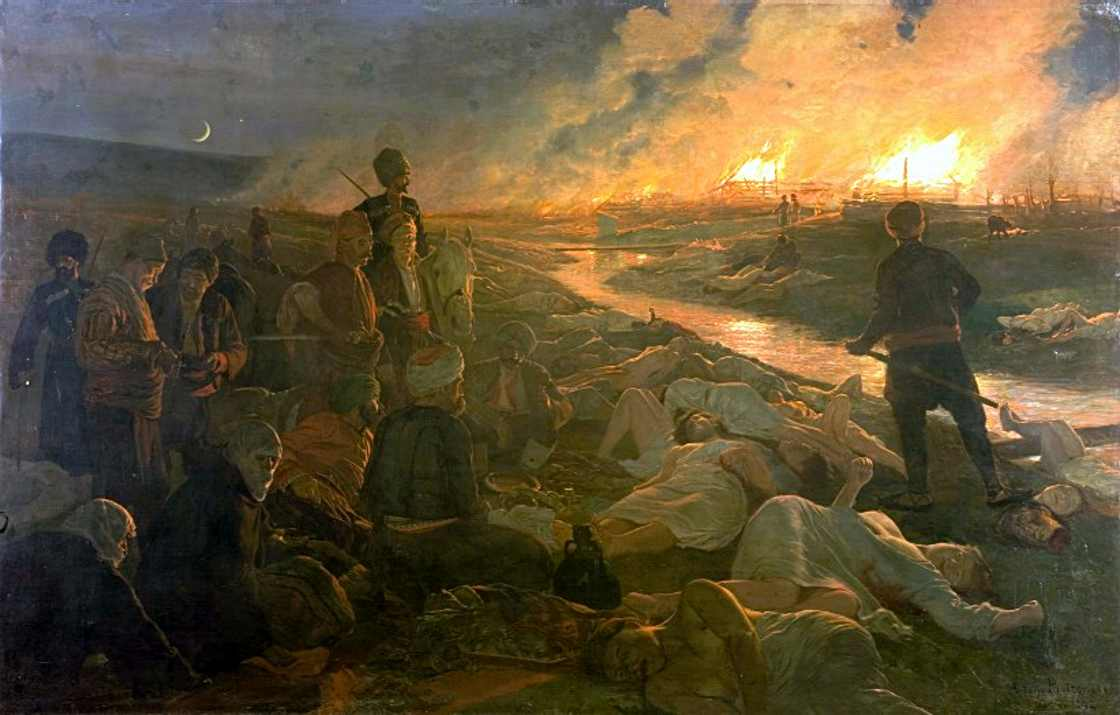
由鄂圖曼非正规军巴什波祖克于1876年进行的巴塔克屠杀，绘于1889年

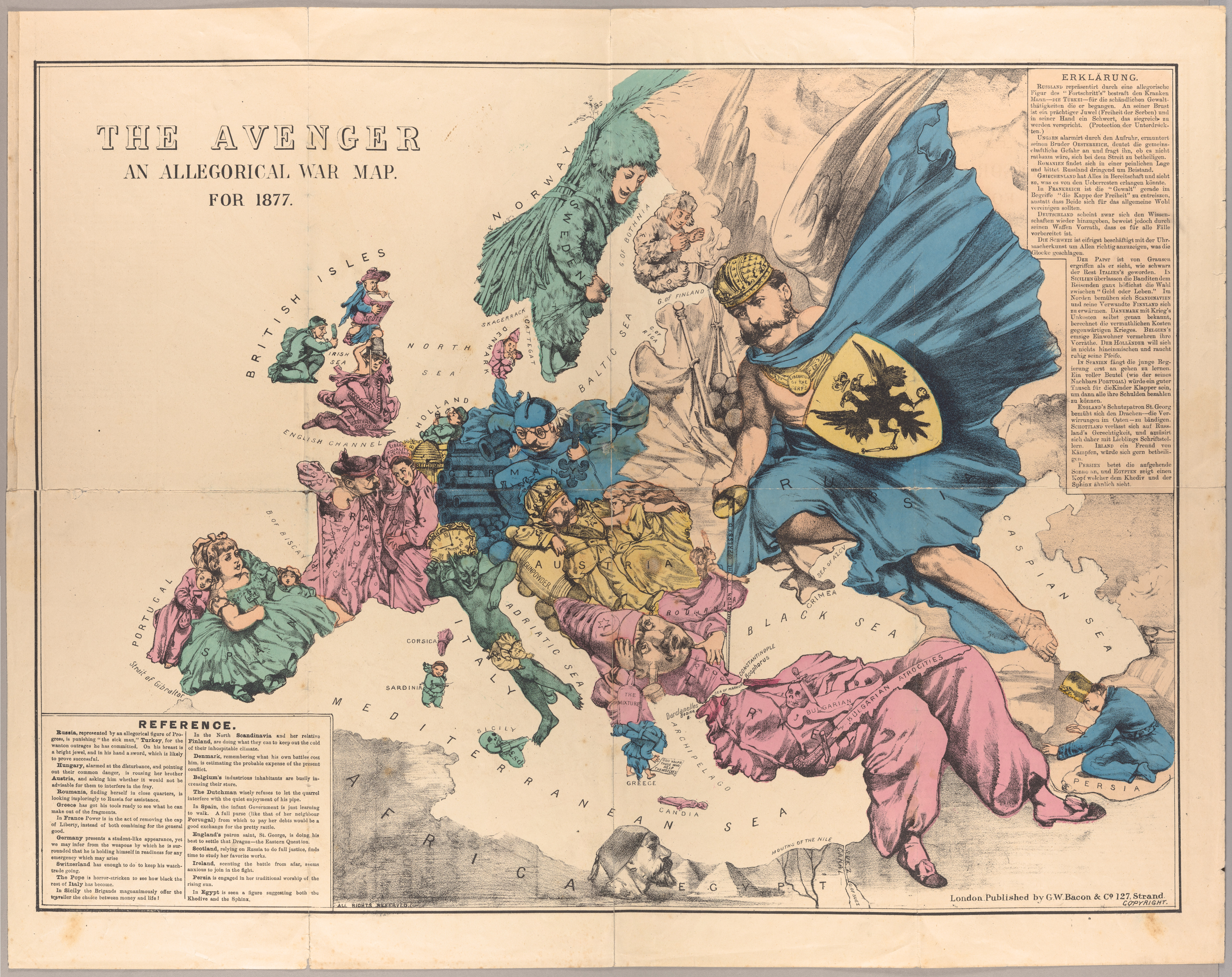
弗雷德里克·W·罗丝所绘制的战争寓言画《复仇者》反映了东方危机时欧洲的局势

在整个19世纪，奥斯曼帝国在巴尔干半岛的行政管理状况持续恶化，中央政府有时会失去对一整个省份的控制。中央政府实行的改革并未大幅改善基督教徒的生活条件，反而导致相当一部分穆斯林人感到不满。在东方危机前的波斯尼亚州，当地穆斯林人至少发起了两次叛乱。而奥斯曼帝国的邻居和宿敌奥地利帝国经过19世纪上半叶的动荡之后得到了很长时间的稳定发展，并试图以奥斯曼帝国为代价重振其过去的扩张政策。同时，名义上自治，实际上独立的塞爾維亞公國、黑山公國在俄罗斯帝国的支持和民族主义与领土收复主义的思潮下，也积极向其同胞所居地区寻求扩张。

### 奥斯曼帝国的经济与税收危机
1854年8月24日，奥斯曼帝国在克里米亚战争期间第一次借了外贷。此后奥斯曼帝国为了修建铁路和电报线路，弥补收入与皇室奢侈开支（如在君士坦丁堡博斯普鲁斯海峡附近修建新的宫殿）之间的亏空而借入了大量外贷。一些金融评论家指出，这些贷款的条件对提供金钱的英国和法国银行过于有利，而另一些金融评论家则指出，这些条件反映了奥斯曼帝国政府愿意不断为其债务进行再融资。阿卜杜勒-阿齊茲一世时期，奥斯曼帝国还利用这批外贷投资海军。到了1875年，奥斯曼海军已有21艘戰艦及173艘其他各式战船，是当时除了英国和法国外世界第三大海军，但这些开销给奥斯曼的国库带来了极大的压力。与此同时，1873年安納托利亞的严重干旱和1874年的洪水在帝国的中心地带造成了饥荒和普遍的不满。由于自然灾害造成的农业停摆，奥斯曼帝国政府无法征收足够的税收，迫使奥斯曼政府于1875年10月30日宣布拖欠外国贷款，并在包括巴尔干地区在内的所有省份增税。
奥斯曼帝国增税的决定彻底激化了巴尔干各州的不满，加之俄罗斯与土耳其于1877年进行的战争进一步削弱了奥斯曼帝国，巴尔干各民族纷纷要求独立或是自治，起义与冲突此起彼伏。

## 过程

### 黑塞哥维那起义
严苛的赋税成为了压垮波斯尼亚州农民的最后一根稻草。波斯尼亚州的基督徒农民和穆斯林农民都对现状不满，最终造成了1875–1877年穆斯林和基督徒的大规模起义。
黑塞哥维那起义被视作是东方危机的开端。

### 四月起义
黑塞哥维那的起义激起了整个巴尔干半岛穆斯林的不满情绪，保加利亚人担心穆斯林利用不满情绪对基督徒进行大规模的屠杀，预先进行了起义。奥斯曼当局则召集了正规军和雇佣兵以血腥残暴的手段镇压这次起义。
虽然保加利亚人的起义被镇压，但没过多久塞尔维亚、俄罗斯先后对奥斯曼宣战，在战争过程中许多保加利亚人志愿加入两者的军队，反抗奥斯曼人的统治。

#### 拉兹洛夫奇叛乱
拉兹洛夫奇叛乱主要由在塞萨洛尼基的保加利亚人进行，是四月起义的一部分。

### 塞爾維亞－土耳其戰爭与黑山－土耳其戰爭
1876年6月，塞尔维亚和黑山两国正式向土耳其宣战，塞爾維亞－土耳其戰爭及黑山－土耳其戰爭爆发。

### 第一次宪政时期
受东方危机的影响，新奥斯曼人在这一时期不断地努力，迫使奥斯曼帝国开启第一次宪政时期。

### 君士坦丁堡会议
受东方危机中的一系列事件影响，各列强与奥斯曼帝国于1876年召开君士坦丁堡会议，试图解决东方危机及东方问题。会议中初步划定了让保加利亚、黑山及塞尔维亚三国独立并获得更多领土的决议。然而，奥斯曼帝国的当权者拒绝了君士坦丁堡中各列强所定的决议，这最终导致了俄土战争的爆发及东方危机的进一步扩大。

### 1877–1878年俄土战争
受泛斯拉夫主义、维护巴尔干半岛的利益要求及俄土两国的世仇，在奥斯曼人拒绝了君士坦丁堡会议的条约后，俄罗斯人认为时机已到，于1877年4月向奥斯曼宣战。
俄土战争时期，巴尔干半岛动荡不安，除了俄土正面交战外，还发生了诸如1877年驱逐阿尔巴尼亚人、1878年伊庇鲁斯叛乱、库马诺沃起义等事件。

#### 罗马尼亚独立战争
俄土战争时期，罗马尼亚脱离奥斯曼帝国，宣布独立。1877年4月16日，俄罗斯与罗马尼亚方面签署条约，罗方同意俄军经罗马尼亚参加战事，作为交换，俄方保证罗马尼亚的完整性。

#### 聖斯特凡諾條約
1878年，奥斯曼在俄军的攻势以及东方危机的持续扩大下被迫签订聖斯特凡諾條約，聖斯特凡諾條約的签订结束了俄土战争，同时让俄罗斯在巴尔干半岛获得了极大的缓冲地带。

### 1878年柏林会议
《圣斯特凡诺条约》签订后，由于新生的保加利亚的版图十分巨大，其他列强十分担忧保加利亚成为俄罗斯的傀儡，于是再次召开会议解决这一问题，由于德国在巴尔干半岛没有直接利益，因此当时的宰相俾斯麦邀请各方于柏林举行会议。
会议最终签订了柏林条约，尽管该条约让保加利亚、罗马尼亚等国获得了独立，但同时将波斯尼亚州划给了奥匈帝国，让在俄土战争中损失惨重的俄罗斯认为自己没有得到自己应得的利益而感到受到羞辱。俾斯麦随后也发现自己成为了泛斯拉夫主义的敌对目标，并且将德国与奥匈帝国贴的太紧。这进一步导致了三帝同盟的崩溃。

## 结果及影响
1878年柏林條約签订后，奥匈帝国被允许在奥斯曼的波斯尼亚州和新帕扎尔区派遣军事驻军（尽管这两地法理上仍属于奥斯曼帝国），这使得奥匈帝国能够在奥斯曼帝国后续发生青年土耳其党人革命、保加利亚独立时趁机彻底占领了波斯尼亚，为求妥协，奥匈帝国将新帕扎尔区还给了奥斯曼帝国。
1881年，法国以突尼斯部队进入法属阿尔及利亚为战争借口向鄂圖曼宣战，最终占领鄂圖曼属突尼斯。1882年，大英帝国因土耳其镇压奥拉比叛乱为由占领鄂圖曼属埃及赫迪夫领。值得注意的是，鄂圖曼政府此前经常宣布以埃及的税收收入作为向英国和法国银行借款的担保。英国也因此在东地中海立足，并控制了苏伊士运河区，而法国也在西地中海扩张了自己的势力范围。
史学家马罗什·梅利哈雷克认为东方危机不可能在没有塞尔维亚参与下得到完全解决。

## 扩展阅读
- . The Slavonic and East European Review. November 1946, 25 (64).
- . The Slavonic and East European Review. April 1947, 25 (65).
- Anderson, M.S. The Eastern Question, 1774–1923: A Study in International Relations (1966) online （页面存档备份，存于）
- Branković, Slobodan. . Svetska srpska zajednica, Institut srpskog naroda. 1998  [2021-02-04]. （原始内容存档于2022-06-15）.
- Goldfrank, David M. . Millar, James R.  (编). . Macmillan Reference USA. 2003. ISBN 978-0028656939.
- Király, Béla K.; Rothenberg, Gunther Erich. . Brooklyn College Press. 1985  [2021-02-04]. ISBN 978-0-88033-090-9. （原始内容存档于2022-04-22）.
- Langer, William L. European Alliances and Alignments: 1871-1890 (1950) pp 151–70. Online
- Millman, Richard. . Clarendon Press. 1979  [2021-02-04]. ISBN 978-0-19-822379-5. （原始内容存档于2020-09-02）.
- Medlicott, W. N.  Second. London: Frank Cass. 1963., Focus on the aftermath.
- Munro, Henry F. The Berlin congress (1918) online free, 41pp of text, 600 pp of documents
- Taylor, A. J. P. . Oxford University Press. 1954.[]
- Yavuz, M. Hakan; Sluglett, Peter (编). . University of Utah Press. 2012. ISBN 978-1-60781-150-3.